# Lisa Feulner
Lisa Feulner (* 31. Januar 1990 in Münchberg) ist eine deutsche Fußballspielerin.

## Leben

### Karriere
Lisa Feulner begann beim TSV Streitau. Aktives Mitglied war sie von 1994 bis 2005. Ebenfalls bis 2005 spielte sie parallel beim ATSV Münchberg-Schlegel in der 2000 gegründeten Mädchenmannschaft. Anschließend wechselte Feulner in die Bayernliga Nord zu den B-Juniorinnen des ASV Oberpreuschwitz. Zwei Jahre später (2007) kam sie zum FF USV Jena. Die Mittelfeldspielerin gehörte zum Kader der 1. Mannschaft, die seit der Saison 2008/09 in der 1. Frauenfußball-Bundesliga spielt. Ihr Bundesliga-Debüt hatte sie am 4. Oktober 2009 im Spiel gegen den Hamburger SV, wo sie in der 87. Minute eingewechselt wurde.
Nachdem Feulner immer wieder mit Verletzungen zu kämpfen hatte, wurde ihr Vertrag nach der Saison 2010/2011 nicht verlängert, worauf sie vereinslos wurde. Im Januar 2012 kehrte sie zum FF USV Jena zurück und spielt mit der Reserve in der 2. Bundesliga Nord. Ende Juli 2012 verließ Feulner Jena und wechselte zum Zweitligisten ETSV Würzburg. Nach einem Ende 2013 erlittenen Kreuzbandriss absolvierte sie kein weiteres Spiel mehr für Würzburg.

### Privates
Feulner studierte Medizin an der Friedrich-Schiller-Universität Jena und an der Julius-Maximilians-Universität Würzburg. 2009 absolvierte sie ihr Abitur am Sportgymnasium Jena als Jahrgangsbeste.